# 郭显德
郭显德（英語：Hunter Corbett，1835年12月8日—1920年1月7日），神学博士，出生于美国宾夕法尼亚州，美北长老会传教士。在中国山东度过了56年，步行千里，下乡布道与苦力贫民同眠共食，又广行善事。一生施洗信徒不下三千。在义和团之乱时期，民间流行说，“外国人不杀郭显德，中国人不杀赵斗南（郭显德的学生）。”

## 生平
1835年12月8日，郭显德生于美国宾州克拉里恩县一个敬虔的基督徒家庭，是苏格兰移民的后代。父母分别是罗斯-米切尔-科贝特（Ross Mitchell Corbett）和芬妮-卡尔伯森（Orr）-科贝特（Fannie Culbertson）。他于1860年毕业于宾夕法尼亚州卡农斯堡的杰弗逊学院（现为华盛顿与杰弗逊学院）。在普林斯顿神学院毕业以后，他与第一任妻子伊丽莎白-"丽兹"-库尔伯森（Elizabeth "Lizzie "Culbertson）一起，于1863年起航前往中国。
他们在好望角一带航行了半年之久，并在中国沿海遇险，终于在1863年仲冬时节抵达芝罘。
1864年他们到达登州，因无人肯租给房屋，于是住在一间已荒废的观音堂里。苦读中文，一年后择地烟台建立传教站。
他与同工狄考文（Calvin Wilson Mateer）和倪维思（John Nevius）一起，制定了将福音播撒在中国北方土壤中的方法，使山东成为中国最强大的长老会宣教团。山东计划的主要特点是在整个农村广泛地开展工作，而不是集中在城市里。郭显德被形容为 "不屈不挠的传教士"，他用马匹、骡车和脚步走遍了整个省份。除了旅行的困难之外，他还遭遇了一些谩骂和投掷石块的事件。1886年，华盛顿和杰弗逊学院授予他名誉神学博士学位。

### 教育
1866年郭显德在烟台西南郊毓璜顶买地建成毓璜顶长老会堂和烟台第一家小学。1866年郭显德在烟台毓璜顶创办文先小学（男校）和会英小学（女校），这是烟台开埠后首个新式学校。后来发展成烟台益文商专，即今烟台二中前身和毓璜顶小学。郭显德夫人苏紫兰在毓璜顶创办烟台第一个幼稚园。郭显德还先后在福山、牟平、栖霞、莱阳、海阳、即墨、胶州及烟台创办小学共40余所。

### 医院
郭显德夫人苏紫兰于1890年毓璜顶开设了一个小型诊疗所。1914年建成毓璜顶医院，嵇尤尔为首任院长。医院分南北两楼，约300余间，90张床位，各种设施一应俱全。今日此医院仍是山东省最大规模医院之一。

### 博物院
郭显德使用了很新颖的传教方法。1875年郭显德在今市府街创办山东境内第一个博物院。他租下了当地一个剧院，把后面的房间改成了一个博物馆，里面摆放着来自世界各地的收藏品。礼拜后，博物馆的大门就会打开，展出珊瑚、矿产、动植物标本等。
截至1900年，约有72000人听了他的讲道，并参观了博物馆。

### 赈灾济贫
1906年他被选为纽约长老会总会主席。1914年，民国政府颁发给郭显德“双龙嘉禾”奖章一枚。

### 山东长老会
他最辉煌的成就是组织和发展了山东长老会。到郭显德去世的那一年，全省共有343个有组织的教堂和礼拜堂，有15000多名教友。
1906年，他被选为大会主持人，美国长老会的中央管理机构--美国长老会或改革派教会。
1907年，他的女儿Grace Corbett嫁给了Ralph C. Wells(1877-1955)。
1908年，他的女儿Jane Lea Corbett嫁给了John Lawrence Goheen。
1920年1月7日，郭显德在山东烟台去世，在山东传教共计56年，享年85岁。葬于“美国公墓”，其时毓璜顶一带人山人海，送葬者千人。墓碑保存至今。
他的第三任妻子和遗孀苏紫兰于1936年去世。